# Пешич, Предраг
Пре́драг Пе́шич (серб. Предраг Пешић; род. 1957, Косово) — сербский поэт.

## Биография
Один из ведущих авторов сербского хайку. Победитель Первого международного конкурса хайку в Нише (1998), дипломант VIII Всемирного фестиваля хайку «ITOEN» (1997) и др. Первый сборник хайку выпустил в 2001 году. По утверждению критика и переводчика Саши Важича, «он заполнял страницы журналов хайку по всему миру и получил множество наград на всех главных конкурсах хайку. Его стихи были узнаваемы; можно было и не смотреть на имя автора».

## Сочинения
- Пешиħ П. Листови Сунца = Sun Leaves: Хаику/ Посл. Д. Богоjевиħ; Худ. А. Бирташевиħ. — Књажевац: Књижевни клуб «Бранко Миљковиħ»; Ваљево: Хаику часопис «Лотос», 2001. 56 с.
- Pešić-Šera P. Grane pune zvezda = Branches under the Stars/ Translated by Jasna Batizić. — Valjevo: Matična biblioteka «Ljubomir Nenadović», 2009. 63 p. ISBN 978-86-84181-34-5.